# East West Bank Classic 2008
East West Bank Classic 2008 — жіночий тенісний турнір, що проходив на відкритих кортах з твердим покриттям. Це був 35-й за ліком LA Women's Tennis Championships, Належав до турнірів 2-ї категорії в рамках Туру WTA 2008. Відбувся на арені Home Depot Center у Карсоні, поблизу Лос-Анджелеса (США) і тривав з 21 до 27 липня 2008 року. Четверта сіяна Дінара Сафіна здобула титул в одиночному розряді й отримала 95,5 тис. доларів США

## Фінальна частина

### Одиночний розряд
Дінара Сафіна —  Флавія Пеннетта, 6–4, 6–2
- Для Сафіної це був 2-й титул за сезон і 7-й - за кар'єру.

### Парний розряд
Чжань Юнжань /  Чжуан Цзяжун —  Ева Грдінова /  Владіміра Угліржова, 2–6, 7–5, [10–4]